# HD157792
HD157792 — хімічно пекулярна зоря спектрального класу A3, що має видиму зоряну величину в смузі V приблизно 4,2.
Вона  розташована на відстані близько 83,7 світлових років від Сонця.

## Фізичні характеристики
Зоря HD157792 обертається 
досить швидко 
навколо своєї осі. Проєкція її екваторіальної швидкості на промінь зору становить Vsin(i)= 78км/сек.

## Пекулярний хімічний склад
Зоряна атмосфера HD157792 має підвищений вміст 
Sr
.